# Валтер Шеленберг
Валтер Шеленберг (на немски: Walter Friedrich Schellenberg) е началник на 6-о управление (външнополитическо разузнаване) в Главното управление за имперска сигурност (РСХА) на Третия райх.
Шеленберг е сред най-запознатите личности с „голямата игра“ (геополитически ходове, тайни операции и т.н.) в хода на Втората световна война. Служи под прякото ръководство на Райнхард Хайдрих, а след смъртта му – на Хайнрих Химлер. Има личен достъп до фюрера за доклади по външнополитическата обстановка. Бригаденфюрер от СС, член на НСДАП от 1934 година. № в НСДАП – 3504508, № в СС – 124817. Той е сред героите в популярния съветски сериал „Седемнадесет мига от пролетта“.
Юрист по образование, Шеленберг още съвсем млад оглавява една от най-важните служби на Третия Райх, което го нарежда сред най-информираните за геополитиката личности в света за времето си. На 34 години е вече сред елита на Райха. След войната излизат неговите спомени, озаглавени „Лабиринт“, издадени на български през 2007 г.